# ジョン・モンタギュー (第2代モンタギュー公爵)
第2代モンタギュー公爵ジョン・モンタギュー（英: John Montagu, 2nd Duke of Montagu, KG, KB, PC、1690年3月29日 - 1749年7月5日）は、イギリスの貴族。

## 経歴
1690年3月29日、初代モンタギュー公爵ラルフ・モンタギューとその妻エリザベス（第4代サウサンプトン伯爵トマス・リズリーの娘）の間の息子として生まれる。長男ではないが、兄は早世していたので嫡男としての出生だった。
1709年3月9日に父が死去し、第2代モンタギュー公爵位を継承した。1714年のジョージ1世の即位式に際して大司馬を務めた。1715年から1721年にかけてと1737年中には第1近衛騎馬隊の隊長（Colonel）を務めた。
1715年から1749年にかけてノーザンプトンシャー知事とワーウィックシャー知事を務めた。
1721年にフリーメイソン・イングランド・首位グランドロッジのグランドマスターに就任。彼の就任をきっかけとしてフリーメイソン要職は貴族に独占されるようになる。元グランドマスターのジョン・デサグリエに『フリーメイソン憲章』を作成させた。しかし翌1722年の不在中に初代ウォートン公爵フィリップ・ウォートンにグランドマスター職を取られた。モンタギュー公はデサグリエを副グランドマスターにすることを条件にウォートン公のグランドマスター就任を認めた。
1733年から1734年にかけてはワイト島総督を務めた。1736年1月に枢密顧問官に列した。1740年から1749年にかけて第2代近衛竜騎兵連隊連隊長を務めた。
1740年には補給庁長官し、短期間の退任を挟んで死去まで務めた。衣服長官やバス騎士団グレイトマスターなども務めた。
1749年7月5日に発熱して死去。生存している男子がなく、爵位は彼の死とともに廃絶した。

## 栄典

### 爵位
- 1709年3月9日、第2代モンタギュー公爵 (2nd Duke of Montagu, 1705年創設イングランド貴族爵位)
- 1709年3月9日、第2代モンザーマー侯爵 (2nd Marquess of Monthermer, 1705年創設イングランド貴族爵位)
- 1709年3月9日、第2代モンタギュー伯爵 (2nd Earl of Montagu, 1689年創設イングランド貴族爵位)
- 1709年3月9日、第2代エセックス州におけるモンザーマーのモンザーマー子爵 (2nd Viscount Monthermer, of Monthermer, county of Essex, 1689年創設イングランド貴族爵位)
- 1709年3月9日、第4代ボートンのモンタギュー男爵（英語版） (4th Baron Montagu of Boughton, 1621年創設イングランド貴族爵位)

### 勲章
- 1718年、ガーター勲章ナイト（KG）
- 1725年、バス勲章ナイト（KB）[1]

## 家族
1705年に初代マールバラ公爵ジョン・チャーチルの娘メアリーと結婚し、彼女との間に以下の5子を儲ける。
- 第1子(長女)イザベラ（1706年頃 - 1786年） - 第2代マンチェスター公爵ウィリアム・モンタギュー、ついで初代ビューリー伯爵（英語版）エドワード・ハッシー＝モンタギューと結婚
- 第2子(長男)ジョン（1706年 - 1711年）
- 第3子(次男)ジョージ（1707年 - 1724年）
- 第4子(次女)メアリー（1711年頃 - 1775年） - 第4代カーディガン伯爵ジョージ・ブルードネル（後にモンタギューと改姓し、初代モンタギュー公爵に叙される）と結婚。
- 第5子(三男)エドワード（1725年 - 1727年）